# Cmentarz żydowski w Radzyminie
Cmentarz żydowski w Radzyminie – założony w XVIII wieku znajdował się przy obecnej ulicy Mickiewicza. W czasie II wojny światowej uległ całkowitej dewastacji. Po wojnie teren pocmentarny przekształcono w park. O pierwotnym charakterze miejsca przypomina ohel z tablicami ku czci cadyka Szlomo Jehoszuy Dawida Gutermana (zm. 1903). Cmentarz miał powierzchnię około 1,8 ha.
Po II wojnie światowej kilka macew zostało częściowo odzyskanych i umieszczono je wewnątrz ohelu w formie lapidarium. 